# Ratzendorf, Nemški Grebinj
Ratzendorf je naselje v Občini Nemški Grebinj v Okraju Šentvid ob Glini na Koroškem v Avstriji.